# Rule the World (2 Chainz)
Rule the World è un singolo del rapper statunitense 2 Chainz, pubblicato l'11 marzo 2019 come secondo estratto dal quinto album Rap or Go to the League.

## Descrizione
Il brano, che vede la partecipazione della cantante statunitense Ariana Grande, è stato scritto dallo stesso interprete in collaborazione con Robert Watson, Racquelle Anteola, Moore Ray III, Lerron Carson, Richard Harrison, Carl McCormick (in arte Cardiak) e Christian Ward (in arte Hitmaka), e prodotto da questi ultimi due con Paul Cabbin e Rob Holladay.

## Formazione
Musicisti
- 2 Chainz – voce
- Ariana Grande – voce

Produzione
- Cardiak – produzione
- Paul Cabbin – produzione
- Hitmaka – produzione
- Rob Holladay – produzione
- Billy Hickey – ingegneria della produzione
- Nolan Presley – ingegneria della produzione
- Finis "KY" White – missaggio
- Șerban Ghenea – missaggio

## Classifiche
| Classifica (2019) | Posizione massima |
| ----------------- | ----------------- |
| Canada            | 93                |
| Lettonia          | 90                |
| Lituania          | 47                |
| Stati Uniti       | 94                |